# لباس‌زیر خوراکی

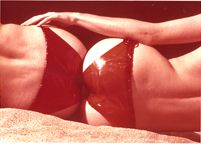
اولین لباس زیر خوراکی تحت عنوان «کندی‌پنتس»

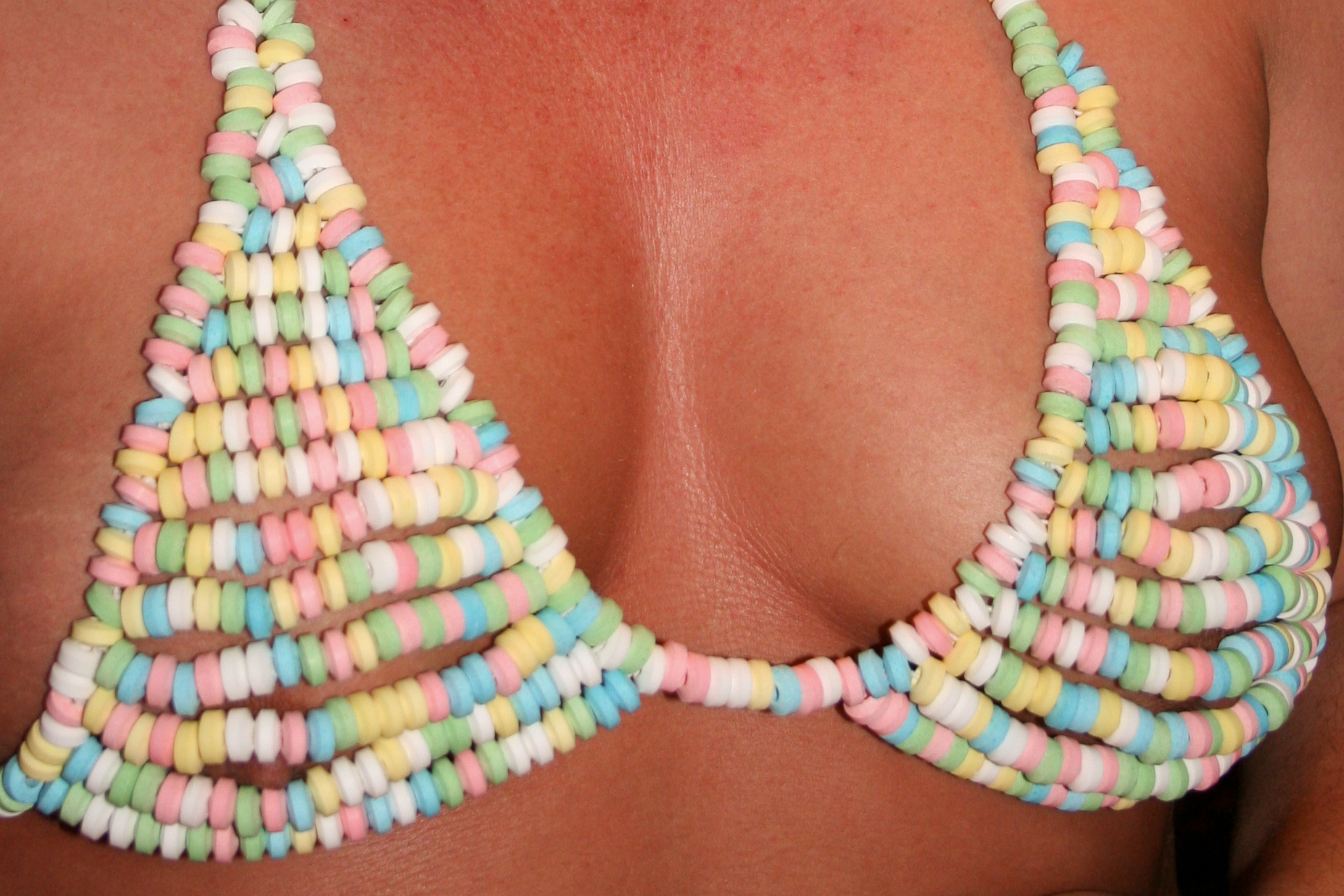
سینه‌بند از جنس دانه‌های آب‌نبات

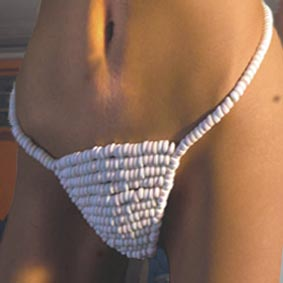
لباس زیر خوراکی ساخته شده از دانه‌های آب‌نبات

لباس زیر خوراکی یک محصول شیرینی و آب‌نباتی است که می‌تواند به عنوان لباس زیر پوشیده شود و قابل خوردن است.
این محصول توسط دیوید ساندرسون و لی بردی در سال ۱۹۷۵ اختراع، و تحت نام تجاری «کندی‌پنتس، لباس زیر ۱۰۰٪ خوراکی» توسط شرکت تازه‌تأسیس آنها روانه بازار شد. در ابتدا اداره ثبت اختراع و نشان تجاری ایالات متحده آمریکا درخواست آنها برای ثبت اختراع را رد کرد؛ بر این اساس که «ایده آبنبات و لباس زیر ناسازگار است». اما بعداً این درخواست ثبت را پذیرفت و در عرض چند هفته، صدها هزار دست از این محصول توسط کارخانه شرکت در شهر شیکاگو، تولید و توزیع شد.
«کندی‌پنتس» تحت عنوان لباس زیر در لباس‌فروشی‌ها، فروشگاه‌های بزرگ، مغازه‌های موتورسیکلت، آب‌نبات‌فروشی‌ها و مراکز خرید تجملی، به فروش گذاشته شده و نوعی شیطنت جنسی معصومانه در نظر گرفته شد. این محصول به سرعت مورد توجه مطبوعات قرار گرفت و پوشش خبری گسترده آن را در کانون توجه ملی و جهانی قرار داد. این محصول همچنان از طریق سکس‌شاپ‌ها (فروشگاه وسایل جنسی) به فروش می‌رسد.
کندی‌پنتس در دو دعوی قضایی جداگانه برای احقاق متمم اول قانون اساسی ایالات متحده آمریکا در دادگاه عالی حضور پیدا کرد. بار اول، مجله پورنوگرافی اسکرو به عنوان خوانده (مدعی‌علیه) در دفاعیات خود از کندی‌پنتس در جهت تلاش برای نمایش نشریات خود در دکه‌های روزنامه‌فروشی استفاده کرد. بار دوم دادستان مدعی‌العموم، از کندی‌پنتس در تلاش برای توقیف یک برنامه تلویزیونی طنز نیمه‌شب بزرگسالان استفاده کرد.
یرژی کوشینسکی، داستان‌نویس لهستانی-آمریکایی، در رمان خود به نام «پین بال» از لباس زیر خوراکی به عنوان «جوهره آزادی آمریکایی» یاد کرد.
در سال ۱۹۸۹، لباس زیر خوراکی توسط مجله پیپل به عنوان یکی از ۴۳۴ نام و رویدادی که فرهنگ عامه و همگانی را تعریف می‌کنند، فهرست شد.